# Разворяны
Разворяны (укр. Розворяни) — село в Глинянской городской общине Львовского района Львовской области Украины.
Население по переписи 2001 года составляло 414 человек. Занимает площадь 1,204 км². Почтовый индекс — 80724. Телефонный код — 3265.